# 一汽-大众汽车
一汽-大众汽车有限公司（FAW-Volkswagen Automotive Co. Ltd），简称一汽-大众，是由中国第一汽车集团公司和德国大众汽车公司、奥迪汽车公司和大众汽车（中国）投资有限公司合资经营的汽车制造生产大型企业。

## 历史
一汽-大众成立于1991年2月6日，注册资本37.12亿元人民币、总资产6.7亿元人民币，是中国第一个按经济规模起步建设的现代化乘用车生产企业。有内部人士称，一汽-大众之间多了一个横杠是为了彰显中方的控股地位，与其他中外股东对等的企业相区别。
1997年8月正式通过中國大陸验收。根据中国汽车工业协会统计，一汽-大众2005年轿车销量为23.83万辆，列全国第三位。日产2000辆整车（2006统计），同时实现部分整车、总成及零部件的出口。2008年，一汽-大众拥有注册资本达到78.12亿元人民币、总资产为323亿元人民币。
经过70余年的发展，一汽-大众建立了东北长春、华北天津、华东青岛、华南佛山、西南成都五大生产基地。

### 股权占比
一汽-大众成立早期因复杂历史形成的股比结构为：一汽60%、大众30%、奥迪10%。一汽集团高层人士方面2011年接受采访时坦诚，早在10年前大众集团高层提出过增持，只是当时由于一汽态度强硬加上一汽-大众项目本身盈利现状并不乐观，大众此前只能作罢。随着首个25年合资协议即将到期，一汽方为寻求大众方许可扩张高利润的奥迪品牌销量，并将合资公司中方资产装入一汽集团推进集团整体上市的计划，而不否定奥迪方增提高股比。此后大众为股比调整仍多次公开表态，让渡子公司利润与技术。2012年8月大众集团高管一度对合资公司专利侵权展开调查。
2012年4月23日，中国第一汽车股份有限公司与德国大众汽车股份公司在沃尔夫斯堡签署了一汽-大众汽车有限公司合资合同延长25年联合声明。当时正在德国大众访问的国家总理温家宝与德国总理默克尔共同出席了签字仪式。
2014年10月10日，双方在德国柏林签署续约合同延长合作25年。同日，在德国访问的国务院总理李克强在德国《世界报》发表署名文章对此首度积极表态，希望德国允许中企竞争德国高铁项目。双方达成的新协议批准一汽-大众合资公司的股比结构将允许由目前的中德60:40调整为51:49。
2015年5月4日，大众增持一汽-大众获中国政府批准，交易估值50亿欧元。
2015年9月大众“排放门”爆发后，大众汽车集团（中国）总裁兼CEO海兹曼称，由于财务原因，大众集团增持一汽-大众股份一事将会推迟2-3年。此次推迟据估计能节约当下50亿欧元的开支。
直到2022年1月，但奥迪、大众及一汽共同宣布，奥迪一汽新能源合资公司将落户长春，奥迪及大众将持有奥迪一汽60%的股份。大众对一汽-大众股权的增持博弈已通过另外方式和解。

## 产品
一汽大众的传奇——准确的说是中德合作的传奇始于捷达轿车（平台代号PQ32）。时至今日，捷达仍然是中国大陆小型乘用入门车的销量冠军。至今已经销售一百七十多万辆整车，车龄寿命长达18年。
迈腾投产之初实际上是第六代帕萨特（平台代号PQ46），但是上海大众对于帕萨特（第五代，平台代号PL45）的注册已经使用，所以迈腾（平台代号PQ46，随后的演进车型如帕萨特B7L亦称之为迈腾）的名称随之产生。
自速腾冠军版以来，所有速腾，迈腾，新宝来，高尔夫（高尔夫GTI）以及最新的CC都有TFSI+DSG（削减了稀薄燃烧技术的小排量涡轮增压燃油直喷技术以及双离合换挡变速器）的动力总成，燃油效率以及驾驶感受得到了极大提升。但是目前渐有车主反映，DSG的双离合变速器出现问题。这体现在城市拥堵道路驾驶时，由于变速箱换挡逻辑优化不佳，而导致的由频繁换挡而产生的变速箱过热等问题，严重者亦有变速箱失效而导致路边抛锚的案例。2013年3月16日，中国国家质检总局的研究指出，DSG技术存在嚴重安全問題，於某些型號上可導致汽車馬力突然增加或減少。就此，相關的政府部門已勒令廠方召回問題車輛。

### 现存车型

#### 奥迪品牌
- A3（掀背车）/A3L（三厢车）（第四代，2020年至今）
- A4L（B9，2020年至今）
- A6L（C8，2020年至今）
- Q2（2018年至今）
- Q3（第二代，2019年至今，运动版2020年至今）
- Q4 e-tron（2023年至今）
- Q5L（第二代，2018年至今）
- Q8 e-tron（2020年至今）

#### 捷达品牌
- 捷达VA3（2019年至今）
- 捷達VS5（2019年至今）
- 捷達VS7（2019年至今）

#### 大众品牌
- 宝来（第四代，2018年至今）
- CC（2018年至今）
- CC猎装车（2018年至今）
- 高尔夫（第八代，2020年至今）
- ID.4 Crozz（2020年至今）
- ID.6 Crozz（2020年至今）
- ID.7 Vizzion（2023年至今）
- 迈腾B8L（2016年至今）
- 速腾第三代（A7，2019年至今）
- 大众T-Roc（英语：Volkswagen T-Roc）（2018年至今）
- 探影（2019年至今）
- 揽境（2021年至今）
- 揽巡（2022年至今）
- 探岳（2018年至今）
- 探岳X（2020年至今）

### 过往车型

#### 奥迪品牌
- 奥迪100（C3，1988年至1999年）
- 奥迪200（C3，1996年至1999年）
- A3（第三代，2014年至2020年）
- A4（B6：2003年至2006年；B7：2006年至2009年；B8：2009年至2012年；8K：2012年至2016年）
- A6（C4：2000年至2003年；C5：2003年至2006年；C6：2006年至2009年；4F：2009年至2012年；C7：2012年至2018年）
- Q3（第一代，2013年至2019年）
- Q5（第一代，2010年至2018年）

#### 大众品牌
- 宝来（第一代至第三代）
- 宝来HS（2006年至2008年）
- 开迪（第三代，2005年至2007年）
- CC
- 都市高尔夫
- C-Trek
- e-高尔夫
- 高尔夫（MK4、MK6、Mk7）
- 高尔夫GTI（MK6、Mk7）
- 高尔夫R-Line（MK6、Mk7）
- 高尔夫嘉旅
- 捷达
- 迈腾（B6、B7）
- 新捷达
- 速腾（A5、A6）
- 帕萨特（B6旅行车）